# 六氰合钴(III)酸铋
六氰合钴(III)酸铋是一种无机化合物，化学式为Bi[Co(CN)6]。它在刚沉淀时为白色固体，过滤时出现淡绿色泽。加热脱水时变为蓝色，随着温度的升高颜色变暗，剩余固体在空气中放置会重新吸收水分而变为粉色，这是由于其中的[Co(CN)6]3-发生了分解。